# Rasbokilmästaren

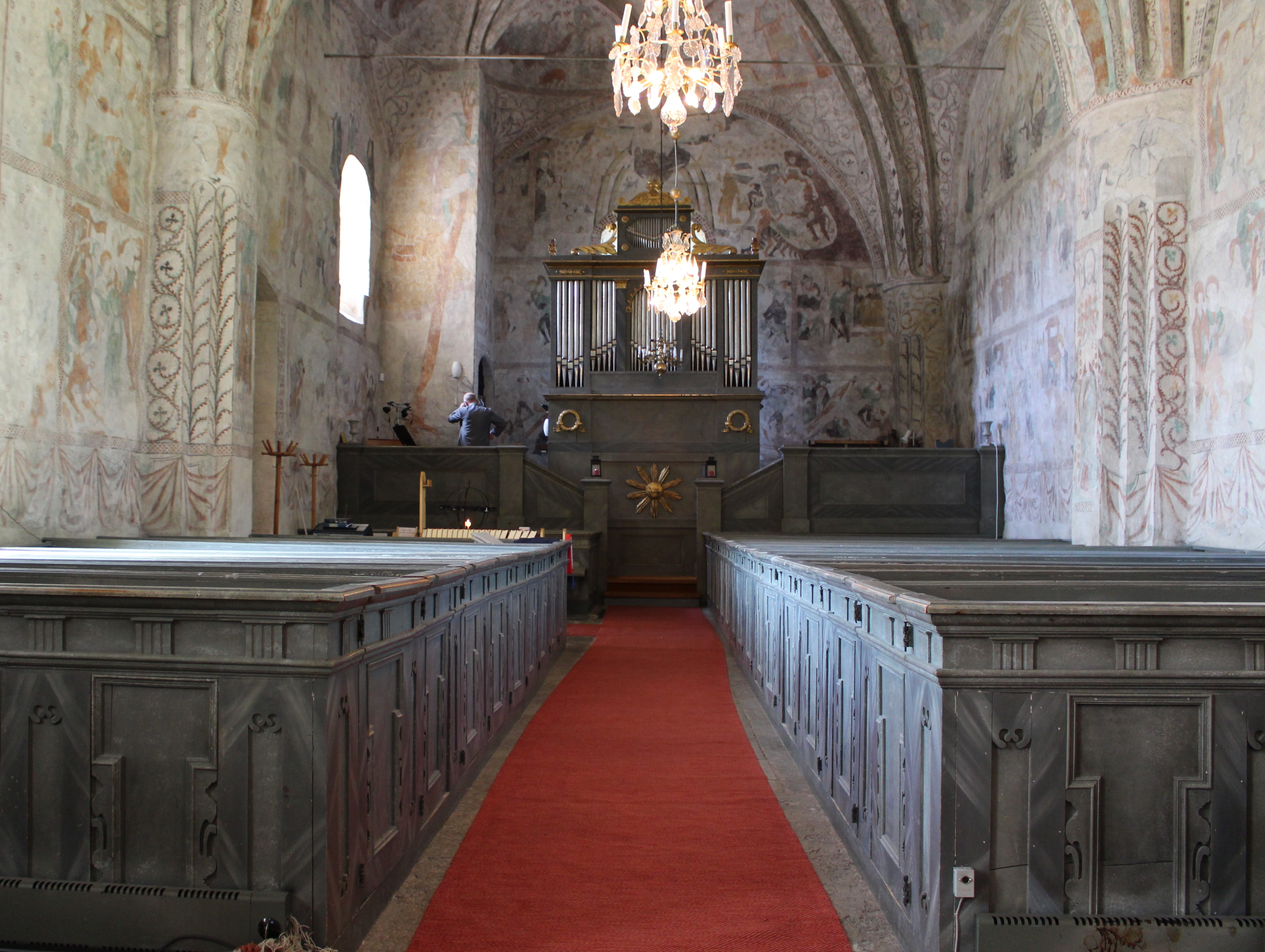
Väggmålningarna i Rasbokils kyrka.

Rasbokilmästaren är ett anonymnamn på en kyrkomålare verksam under 1500-talets första del. 
Rasbokilmästaren har fått sitt namn efter sitt största arbete som han utförde i Rasbokils kyrka omkring 1520. Han tillhör tillsammans med Anders Martinsson och Tortunamästaren en av de få svenska monumentalmålarna under 1500-talets första hälft. I Rasbokils kyrka har han målat samtliga travéer och väggarna  med scener från bibeln och till skillnad mot andra målare har han sprängt in mindre vanliga scener som ynglingarna i den brinnande ugnen, Marias död och begravning, Gud vilar efter djurens skapande och Marias stamträd. En jättelik Kristoffersgestalt går från golv till valv i kyrkans sydvästra hörn och valvanfangen har han målat burleska figurer. Man antar att Rasbokilmästaren har ett utländskt påbrå och att han har haft kontinentala kontakter och att han har påverkats av tysk träsnittskonst. Kristoffersgestalten har vissa likheter med Albrecht Dürers ofta kopierade framställning och vissa kompositioner påminner om bilder från Speculum Pissionis som trycktes i Nürnberg 1507. Målningarna har varit överkalkade men togs fram i början av 1900-talet.